# Sławek Uniatowski
Sławomir Uniatowski (ur. 11 maja 1984 w Toruniu) – polski wokalista, kompozytor, aktor, autor tekstów i multiinstrumentalista.

## Życiorys

### Rodzina i edukacja
Urodził się w Toruniu, gdzie w 2004 ukończył Zespół Szkół Gastronomiczno-Hotelarskich.
Wychował się na Rubinkowie.
Kiedy miał pięć lat, rozpoczął samodzielną naukę gry na instrumentach klawiszowych. Kiedy miał 13 lat, został wokalistą i pianistą w studenckim bluesowym zespole. Rozpoczął występy od karaoke i z zespołem Strusie 4, który grał w pubie „Barani Łeb”, trzy razy w tygodniu w różnych toruńskich klubach. Z czasem zaczął komponować i pisać teksty piosenek i wygrywał lokalne konkursy. Kiedy miał 16 lat, został zauważony przez grupę zamożnych ludzi, którzy umożliwili mu granie w kilku dobrze opłacanych miejscach. Został dostrzeżony również przez Sławomira Ciesielskiego, perkusistę Republiki i lidera instrumentalnej grupy Kije, w której współkomponował i grał na syntezatorach.

### Kariera zawodowa
Jesienią 2003 bez powodzenia uczestniczył w przesłuchaniach do trzeciej edycji programu telewizji Polsat Idol. Powrócił do programu wiosną 2005, biorąc udział w castingu do czwartej edycji. Dotarł do finału programu, w którym zajął drugie miejsce. W tym samym roku wraz z Marylą Rodowicz nagrał utwór „Będzie to co musi być”, wydany na jej płycie pt. Kochać. Po Idolu zrealizował płytę, która ostatecznie nie ukazała się. W 2006 nagrał piosenkę „Kocham cię”, która trafiła na ścieżkę dźwiękową filmu Denisa Delica Ja wam pokażę i z którą zajął piąte miejsce w finale krajowych eliminacji do 51. Konkursu Piosenki Eurowizji. W tym samym roku wystąpił ze Zbigniewem Wodeckim i Janem Kantym Pawluśkiewiczem podczas 43. Krajowego Festiwalu Piosenki Polskiej w Opolu.
Pod koniec 2008 założył zespół Uniatowski Project. W 2010 zajął pierwsze miejsce na Festiwalu Piosenki i Ballady Filmowej w Toruniu, gdzie wykonał utwory „Wymyśliłem ciebie” Andrzeja Zauchy i „This Never Happened Before” Paula McCartneya. W 2011 wziął udział w projekcie „Poland Why Not”. W 2012 wraz z Poet’s Corner nagrał singiel „Angel in My Arms”. W 2014 podczas koncertu „Grzegorz Ciechowski. Spotkanie z legendą” zaśpiewał utwór „Tak… Tak… To ja” z repertuaru Obywatela G.C. Koncertował także z big bandami, wykonując repertuar Franka Sinatry, Tony’ego Bennetta, Nat „King” Cole’a, Cheta Bakera czy Elli Fitzgerald, m.in. w Europejskim Centrum Muzyki Krzysztofa Pendereckiego w Lusławicach. W 2015 uczestniczył w czwartej edycji programu rozrywkowego Dancing with the Stars. Taniec z gwiazdami w telewizji Polsat oraz stworzył i nagrał utwory wykorzystane w ścieżce dźwiękowej do serialu Łukasza Jaworskiego Skazane. W 2016 uświetnił koncert z okazji 100. rocznicy urodzin Franka Sinatry w radiowej Trójce, a wydarzenie ukazało się na albumie pt. Koncerty w Trójce vol. 20 – Frank Sinatra 100-lecie urodzin. Użyczył głosu postaci śpiewającego ojca w animowanej produkcji Walt Disney Animation Studios Vaiana: Skarb oceanu (2016). 6 września 2016 wystąpił z Davidem Fosterem podczas koncertu z okazji obchodów 71. rocznicy uzyskania niepodległości przez Indonezję zorganizowanych w Warszawie przez Ambasadę Indonezji. 25 września w Filharmonii w Szczecinie przedpremierowo zaprezentował materiał z autorskiego albumu pt. Metamorphosis, rozpisany na orkiestrę symfoniczną i zaaranżowany przez Daniela Nosewicza. Album wydał 20 kwietnia 2018 i promował go singlem „Każdemu wolno kochać”.
23 maja 2018 ukazał się album pt. Dobrze, że jesteś Zbigniewa Wodeckiego, na którym znalazł się m.in. utwór „Nie ma jak Bacharach” na podstawie linii melodycznej wymyślonej przez Wodeckiego, do której zaśpiewał Uniatowski. W czerwcu wziął udział w Konkursie Premiery na 55. Krajowym Festiwalu Polskiej Piosenki w Opolu, podczas którego wykonał utwór z „5 rano” (nagroda Stowarzyszenia Autorów ZAiKS za najlepszy tekst dla Tomasza Organka) z albumu pt. Metamorphosis, oraz w koncercie „Piosenka ci nie da zapomnieć”. 10 listopada wykonał razem z chórem Sound’n’Grace utwór „Świecie nasz” w ramach Koncertu dla Niepodległej. W styczniu 2019 premierę miała nowa wersja piosenki „Szukaj mnie”, którą nagrał w duecie z Anią Rusowicz na potrzeby komedii Kordiana Piwowarskiego Miszmasz, czyli kogel-mogel 3. Również w 2019 został odznaczony medalem „Thorunium”. W latach 2019–2021 grał Leszka Krajewskiego w serialu M jak miłość w TVP2.

## Dyskografia

### Albumy studyjne
| Rok  | Dane dot. albumu                                                                            | Najwyższa pozycja na liście | Certyfikat         | Sprzedaż       |
| Rok  | Dane dot. albumu                                                                            | POL                         | Certyfikat         | Sprzedaż       |
| ---- | ------------------------------------------------------------------------------------------- | --------------------------- | ------------------ | -------------- |
| 2018 | Metamorphosis - Wydany: 20 kwietnia 2018 - Wytwórnia: Agora - Format: CD, digital download  | 8                           | - POL: złota płyta | - POL: 15 000+ |
| 2024 | Uniatowski - Wydany: 18 października 2024 - Wytwórnia: Agora - Format: CD, digital download | 6                           |                    |                |

### Single
| Rok                            | Utwór                                                                | Pozycja na liście | Pozycja na liście | Pozycja na liście | Pozycja na liście | Certyfikat             | Sprzedaż       | Album                                             |
| Rok                            | Utwór                                                                | RMF               | LP3               | SLiP              | WiR               | Certyfikat             | Sprzedaż       | Album                                             |
| ------------------------------ | -------------------------------------------------------------------- | ----------------- | ----------------- | ----------------- | ----------------- | ---------------------- | -------------- | ------------------------------------------------- |
| 2005                           | „Będzie to co musi być” (Maryla Rodowicz, gośc. Sławomir Uniatowski) | 4                 | –                 | 38                | 5                 |                        |                | Kochać                                            |
| 2006                           | „Kocham cię”                                                         | –                 | –                 | –                 | –                 |                        |                | –                                                 |
| 2006                           | „Wciąż jeszcze wierzę w nas”                                         | 1                 | –                 | 23                | 13                |                        |                | –                                                 |
| 2007                           | „Każdemu wolno kochać”                                               | –                 | –                 | –                 | –                 |                        |                | Metamorphosis                                     |
| 2012                           | „Stay”                                                               | –                 | –                 | –                 | –                 |                        |                | –                                                 |
| 2018                           | „Honolulu”                                                           | –                 | 22                | –                 | –                 |                        |                | Metamorphosis                                     |
| 2018                           | „5 rano”                                                             | –                 | 21                | –                 | 3                 |                        |                | Metamorphosis                                     |
| 2018                           | „Każdemu wolno kochać”                                               | –                 | 28                | –                 | –                 |                        |                | Metamorphosis                                     |
| 2019                           | „Szukaj mnie” (oraz Ania Rusowicz)                                   | –                 | 25                | 21                | –                 | - POL: platynowa płyta | - POL: 50 000+ | Miszmasz, czyli Kogel Mogel 3 (ścieżka dźwiękowa) |
| 2020                           | „Koniec świata”                                                      | –                 | –                 | –                 | –                 |                        |                | Uniatowski                                        |
| 2024                           | „Drinking About You”                                                 | –                 | –                 | –                 | –                 |                        |                | Uniatowski                                        |
| 2024                           | „Lie to Me”                                                          | –                 | –                 | –                 | –                 |                        |                | Uniatowski                                        |
| „–” pozycja nie była notowana. |                                                                      |                   |                   |                   |                   |                        |                |                                                   |

### Występy gościnne
| Album                               | Rok  | Utwór | Źródło |
| ----------------------------------- | ---- | --- | ------ |
| Maryla Rodowicz – Kochać            | 2005 | śpiew w utworze „Będzie to co musi być” | [ 35 ] |
| Rasmentalism – EP                   | 2011 | keyboard w utworze „Delorean Sequel” gitara basowa, keyboard i chórki w utworze „Kilkaset kul od domu”                                                         | [ 36 ] |
| Rasmentalism – Hotel trzygwiazdkowy | 2011 | gitara basowa i chórki w utworze „Wdech, wydech, intro” keyboard w utworze „Delorean Sequel” gitara basowa, keyboard i chórki w utworze „Kilkaset kul od domu” | [ 37 ] |
| Rasmentalism – Wyszli coś zjeść     | 2015 | instrumenty klawiszowe w utworze „Dna butelek” | [ 38 ] |
| Maryla Rodowicz – Ach świecie…      | 2017 | śpiew w utworze „Hello” | [ 39 ] |

### Kompilacje różnych wykonawców
| Album                              | Rok  | Utwór                                                                                 | Źródło |
| ---------------------------------- | ---- | ------------------------------------------------------------------------------------- | ------ |
| Gala duetów                        | 2007 | Maryla Rodowicz – „Będzie to co musi być” (gościnnie: Sławomir Uniatowski)            | [ 40 ] |
| Cafe Fogg                          | 2008 | Sławomir Uniatowski – „Fredzio”                                                       | [ 41 ] |
| The Best Polish Love Songs...Ever! | 2009 | Sławomir Uniatowski – „Kocham cię”                                                    | [ 42 ] |
| Poland ... Why Not                 | 2011 | Sławomir Uniatowski – „I Apologize”                                                   | [ 43 ] |
| Poland ... Why Not                 | 2011 | Brian Allan – „Blessed Be the Angels” (feat. Mietek Szcześniak i Sławomir Uniatowski) | [ 43 ] |
| Poland ... Why Not                 | 2011 | Sławomir Uniatowski – „All My Life”                                                   | [ 43 ] |
| Poland ... Why Not                 | 2011 | Sławomir Uniatowski – „Stay”                                                          | [ 43 ] |
| Nowe pokolenie 14/44               | 2014 | Tadek, Sławomir Uniatowski – „Do powstańca”                                           | [ 44 ] |

## Nagrody i wyróżnienia
| Rok  | Nagroda           |
| ---- | ----------------- |
| 2019 | Medal „Thorunium” |

## Filmografia

### Seriale
- 2019–2021: M jak miłość – Leszek Krajewski

### Polski dubbing
- 2020: Młodzi Tytani: Film
  - Cyborg
  - Trygon

### Piosenki w wykonaniu
- 2016: Vaiana: Skarb oceanu – „Twoje ja” (Wódz Tui, razem z Anetą Figiel (Sina), z Dorotą Stalińską, z Weroniką Bochat, z Antoniną Gajko, z Zofią Modej (młoda Vaiana), z Robertem Motyką, z Michałem Paszczykiem i z chórem)